# Asbury Latimer

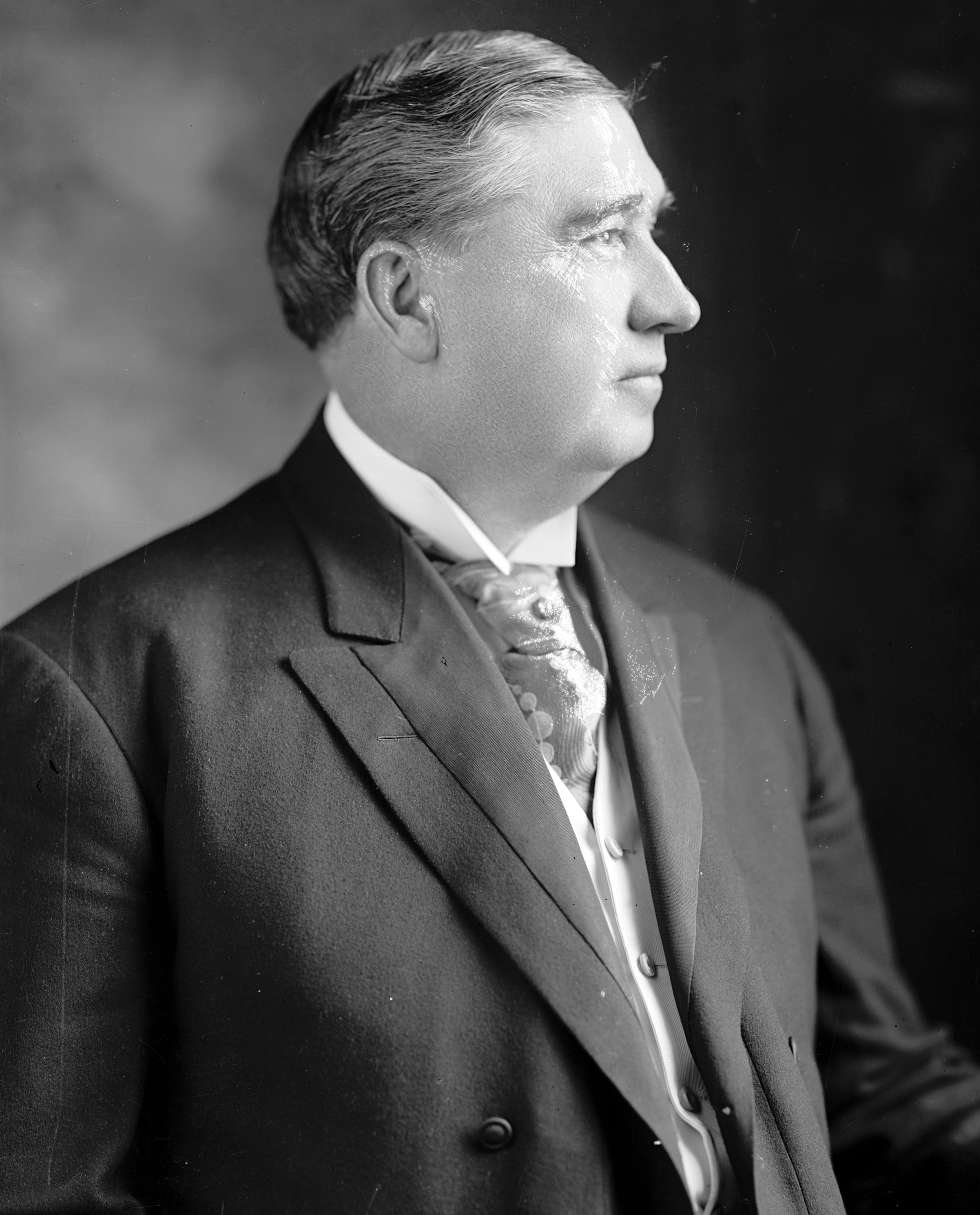
Asbury Latimer

Asbury Churchwell Latimer (* 31. Juli 1851 bei Lowndesville, Abbeville County, South Carolina; † 20. Februar 1908 in Washington, D.C.) war ein US-amerikanischer Politiker. Das Mitglied der Demokratischen Partei gehörte von 1893 bis 1903 dem Repräsentantenhaus der Vereinigten Staaten an und war von 1903 bis 1908 US-Senator für South Carolina.

## Leben
Nach dem Besuch der öffentlichen Schulen arbeitete Latimer in der Landwirtschaft. 1880 zog er nach Belton in South Carolina und betätigte sich dort als Farmer.
Latimer vertrat den 3. Kongresswahlbezirk von South Carolina im 53. und in den vier nachfolgenden Kongressen (4. März 1893 – 3. März 1903). Er bemühte sich im Jahre 1902 nicht um eine Wiederwahl, nachdem er Kandidat für den US-Senat geworden war. Vom 4. März 1903 bis zu seinem Tod am 20. Februar 1908 saß er für South Carolina im Senat.
Während seiner Amtszeit im Senat wurde er im Jahre 1907 Mitglied der United States Immigration Commission.
Er starb am 20. Februar 1908 in Washington im Alter von 57 Jahren an Peritonitis und ist auf dem Friedhof von Belton begraben.